# Þorvaldur Árnason
Þorvaldur Árnason (Reykjavík, 3 maart 1982) is een IJslands voetbalscheidsrechter. Hij is in dienst van FIFA en UEFA sinds 2010.
Op 30 juni 2011 debuteerde Árnason in Europees verband tijdens een wedstrijd tussen FK Banga Gargždai en FK Qarabağ in de voorronde van de UEFA Europa League. De wedstrijd eindigde op 0–4. Schnyder gaf twee gele kaarten.
Zijn eerste interland floot hij op 3 juni 2011, toen Luxemburg met 0–1 verloor tegen Hongarije.

## Interlands
| Datum            | Plaats               | Wedstrijd                         | Uitslag | Competitie           | Kreeg geel | Kreeg voor de tweede keer geel en dus rood | Weggestuurd |
| ---------------- | -------------------- | --------------------------------- | ------- | -------------------- | ---------- | ------------------------------------------ | ----------- |
| 3 juni 2011      | Luxemburg, Luxemburg | Luxemburg – Hongarije             | 0 – 1   | Vriendschappelijk    | 5          | 0                                          | 0           |
| 3 september 2017 | Faro, Portugal       | Gibraltar – Bosnië en Herzegovina | 0 – 4   | WK 2018 kwalificatie | 1          | 0                                          | 0           |

Laatste aanpassing op 1 oktober 2018